# Rideg Sándor
Rideg Sándor (Törtel, 1903. február 12. – Budapest, 1966. február 8.) Kossuth- és József Attila-díjas magyar író.

## Életpályája
Öt elemit végzett, csikós volt. 1919-ben vöröskatonának állt. A tanácshatalom bukása után Budapesten gyári munkás, később MÁV-altiszt volt, majd pékmesterséget tanult. 1925-ben az akkor alakult Magyarországi Szocialista Munkáspárt vezetőségi tagja. A munkásmozgalomban való részvétele során több ízben letartóztatták, 1927 júliusában a lakásán titkos nyomdát foglaltak le. 1944-ig állandó rendőri felügyelet alatt állt, majd koncentrációs táborba hurcolták. 1945–47 között a csepeli Szabadkikötő üzemi bizottságának elnöke, azután több évig a néphadsereg írói csoportjának tagja volt.
1931-től jelentek meg novellái a Népszava, a Korunk, a Magyarország és a Híd című lapokban, illetve folyóiratokban. Első regényében, az Indul a bakterházban, amelyet 1939-ben a Népszava közölt folytatásokban, már megmutatkozott írói egyénisége, ám tehetsége csak 1945 után bontakozott ki teljesen.

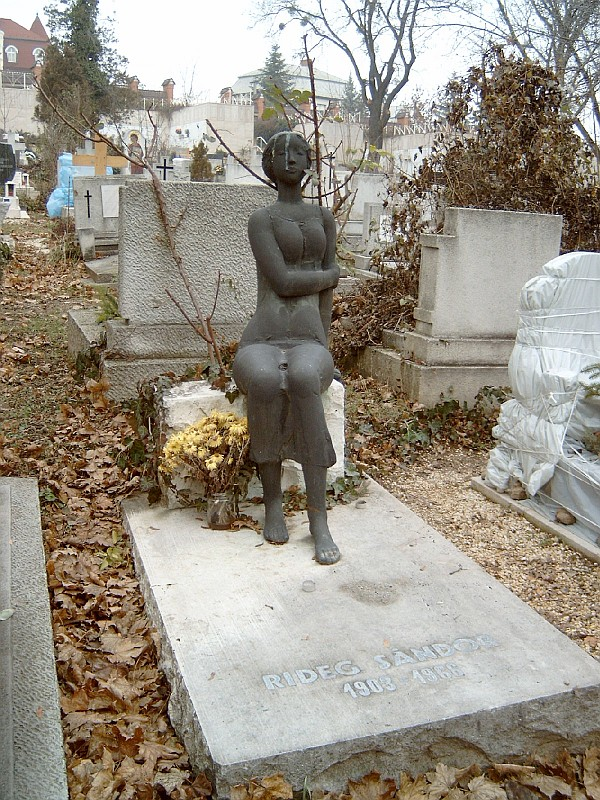
Rideg Sándor sírja Budapesten. Farkasréti temető: 7/7-1-76. Fritz János alkotása.

## Művei
- Indul a bakterház; Móricz Zsigmond Könyvkiadó, Bp., 1943
- Urak országában; Athenaeum, Bp., 1945
- Tűzpróba; Athenaeum Ny., Bp., 1949 (Népkönyvtár)
- A tükrösszívű huszár; Athenaeum, Bp., 1950
- Sámson. Regény; Szépirodalmi, Bp., 1951
- Daruszegi vasárnapok. Regény; Szépirodalmi, Bp., 1953
- Tizenkét lépcsőfok; Vörös Csillag Ny., Bp., 1954 (Szabad Hazánkért kiskönyvtára)
- Históriás idők; Katonai Kiadó, Bp., 1955
- Indul a bakterház; Magvető, Bp., 1955 (Vidám könyvek)
- Tűzpróba. Regény; utószó Mezei József; Szépirodalmi, Bp., 1956 (Olcsó könyvtár)
- Csongorádi hun király. Válogatott elbeszélések; Szépirodalmi, Bp., 1957
- A szegény ember és az ördög; Móra, Bp., 1957 (Kispajtások mesekönyve)
- Kristóf rózsafái; Táncsics Kiadó, Bp., 1960 (Táncsics könyvtár)
- Lelkek szakadékai között; Magvető, Bp., 1963
- Hűvös csillagok alatt. Elbeszélések; Szépirodalmi, Bp., 1965
- Sámson. Regény; utószó Pándi Pál; Szépirodalmi, Bp., 1977 (Olcsó könyvtár)
- Az érchangú kakas. Elbeszélések; Szépirodalmi, Bp., 1978 (Kiskönyvtár)
- Két regény / Tűzpróba / Sámson; Magvető–Szépirodalmi, Bp., 1980 (30 év)
- Históriás idők; Babits, Szekszárd, 2001 (Korjellemző magyar próza)
- Indul a bakterház. Részlet; Presskontakt, Bp., 2001 (Falatkönyv)
- Bakterház előtt, bakterház után. Ifjúkori történetek; K.O., Bp., 2004

## Díjai
- József Attila-díj (1950, 1951, 1952)
- Magyar Népköztársasági Érdemrend (1951, 1953)
- Kossuth-díj (1954)
- Munka Érdemrend (1963)